# Cueva del Pajarraco
La cueva del Pajarraco es un abrigo con representaciones rupestres localizado en el término municipal de Los Barrios, provincia de Cádiz (España). Pertenece al conjunto de yacimientos rupestres denominado Arte sureño, muy relacionado con el arte rupestre del arco mediterráneo de la península ibérica.
El abrigo, formado por la erosión de roca arenisca, se encuentra situado en una cresta rocosa sobre el río Palmones. Es un abrigo de pequeñas dimensiones no apto para uso habitacional a diferencia de otros abrigos de los alrededores donde aparecen estructuras que indican un uso humano prolongado.
El arqueólogo alemán Uwe Topper en la década de 1980 en su descripción de las cuevas de la región reconoció una escena de caza donde se observa de derecha a izquierda un arquero tocado con una capucha persiguiendo un gran ciervo de cuyo pecho brota sangre de color carmín a diferencia del resto de las pinturas que son pardas. Frente al ciervo aparece un équido, quizás un burro, con carga en su lomo, una cabra y otro animal indeterminado. Sobre este animal aparece un zorro y un corzo. 
Uwe Topper identifica entre las manchas menos definidas del abrigo una cierva seminaturalista a la que ve similitudes con representaciones del levante ibérico como las de la cueva del Parpalló y a la que da mayor antigüedad. Aparecen otras representaciones de cápridos y cérvidos en otra parte del abrigo. El mismo autor interpreta la escena desde una óptica mitológica o religiosa por la representación de animales domésticos en torno a la caza que parece evocar un pasado cazador en un ambiente ganadero.
Ya en los años 80 del siglo XX este abrigo estaba sufriendo una fuerte degradación a consecuencia de las obras del Embalse del Charco Redondo que no sólo modificaron la humedad de la región sino que también afectaron al entorno más cercano con la construcción de carreteras para el acarreamiento de material para la obra.